# Ravageurs du colza

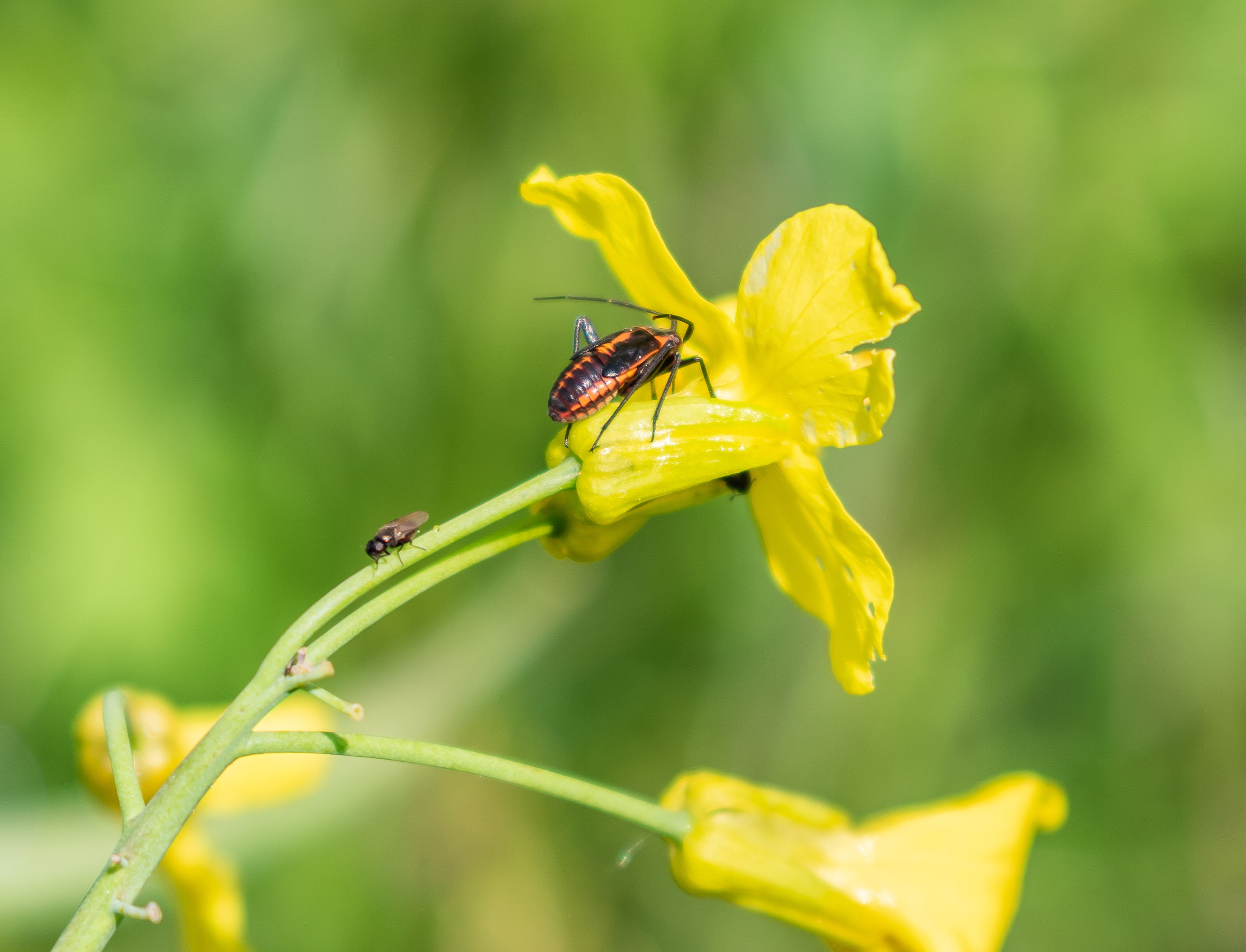
Fleur de colza (Brassica napus).

Le colza est une culture qui est la cible de nombreux ravageurs. Il existe différents types de ravageurs dont une partie est citée ci-dessous, avec leurs dégâts caractéristiques causés sur le colza.

## Les oiseaux[1]
Pigeon ramier, biset et colombin : Les dégâts causés par les pigeons ont lieu en hiver, cela est dû à un déficit de nourriture. Ils déchiquettent les limbes des feuilles de colza. Si les attaques sont trop importantes la reprise au printemps se voit difficile. Dans le cas où le bourgeon terminal est endommagé, la plante meurt ou développe un port buissonnant et voit donc sa maturité retardée. Mais d'après une étude menée par le CETIOM et l'ACTA en 1965, seule une destruction de tout le feuillage au 15 janvier engendrerait un retard de développement.
- Columba palumbus (pigeon ramier),
- Columba livia (pigeon biset),

## Les mollusques
Les limaces agreste et petites grises (mollusque) attaquent la plante aux plantules, ce qui peut causer de graves dégâts si la plante est peu développée (en dessous de 3 à 4 feuilles). Cependant elles sont très sensibles aux facteurs environnementaux. Le crucifère leur crée un microclimat favorisant son développement car il garde un sol humide sous ses feuilles.
- Deroceras reticulatum (petite limace grise),
- Deroceras agreste (limace agreste),

## Les insectes
Diverses espèces d'insectes attaquent le colza.

### Les diptères
La cécidomyie des siliques (Dasineura brassicae)  est un insecte ravageur des cultures de colza, les dégâts sont causés par les larves qui se nourrissent de la paroi interne des siliques, les faisant éclater et dispersant les graines.
La cécidomyie du chou fleur dépose une larve qui favorise souvent le développement de champignons et de bactéries et qui entraîne la pourriture de la plante.
Les larves de la mouche du chou s'attaque aux racines de la plante, dans certains cas cela peut entrainer la mort de la plante. Le symptôme principal observé est une coloration rouge violacé de la plante atteinte. Les situations à risques sont les levées précoces.
- Dasineura brassicae (cécidomyie des siliques des crucifères).
- Contarinia           nasturtii (cécidomyie du chou-fleur).
- Delia radicum (mouche du chou),

### Les coléoptères
L'Altise d'hiver du colza (Psylliodes chrysocephala) se nourrit de jeunes feuilles et de cotylédons, ce qui a pour effet de faire apparaître des trous. Les larves peuvent atteindre le cœur de la rosette, ce qui conduit alors à une destruction du bourgeon terminal. Lors de la reprise en végétation du colza, la plante est plus sensible au gel, du fait que les larves réalisent leur développement dans les pétioles.
Le charançon du bourgeon terminal (Ceutorhynchus picitarsis) cause des dégâts grâce à ses larves qui migrent des pétioles vers le cœur de la plante. Dans certains cas, le bourgeon terminal est détruit. Même s'il survit, la plante sera sensibilisée au gel et la tige sera plus ou moins handicapée selon l'importance de l'attaque. Si le colza est bien développé, l'attaque aura une importance moindre.
Le charançon de la tige du colza (Ceutorhynchus napi) n'est pas nuisible en tant que tel mais ce sont les pontes qui peuvent causer des destructions à la culture. Elles engendrent de fortes réactions des tissus de la plante : la tige se déforme, se creuse et peut éclater dans certains cas extrêmes. Un seul œuf peut suffire à faire éclater la tige.
Le charançon des siliques (Ceutorhynchus assimilis paykull) n'est pas directement nuisible pour la plante mais il favorise le développement de la cécidomyie des siliques qui dévastent par le biais de ses larves.
Le méligèthe du colza (Meligethes aeneus) se nourrit de pollen et donc attaque le bouton, le pistil, cela peut causer l'avortement du bouton. La nuisibilité est d'autant plus forte que les attaques sont précoces et les boutons de petites tailles.
- Psylliodes chrysocephala (altise d'hiver du colza),
- Phyllotreta atra (altise noire des crucifères),
- Phyllotreta cruciferae (altise des crucifères),
- Phyllotreta nemorum (altise des crucifères),
- Phyllotreta striolata (altise rayée),
- Meligethes aeneus (méligèthe du colza, méligèthe des siliques),
- Meligethes viridescens (méligèthe des Crucifères,
- Ceutorhynchus napi (charançon de la tige du colza),
- Ceutorhynchus assimilis (charançon des siliques du colza, charançon des crucifères),
- Ceutorhynchus quadridens (charançon de la tige du chou),
- Ceutorhynchus picitarsis (charançon du bourgeon terminal),
- Ceutorhynchus obstrictus (charançon de la graine du chou),
- Epicometis hirta (cétoine hérissée),
- Taupins

### Hémiptères
- Brevicoryne brassicae (puceron cendré du chou),
- Myzus persicae (puceron vert du pêcher),
- Aphis fabae (puceron noir de la fève),
- Brevicoryne brassicae (puceron cendré du chou),
- Lipaphis erysimi (puceron du navet),

- Lygus lineolaris (punaise terne),

### Hyménoptères
- Athalia rosae (tenthrède de la rave),

### Lépidoptères
- Plutella xylostella (teigne des crucifères, fausse teigne des crucifères),

- Noctuelles terricoles

## Nématodes
- Heterodera schachtii (anguillule à kyste de la betterave),
- Heterodera cruciferae (nématode des crucifères),